# Wandtapijt van het World Trade Center
Het wandtapijt van het World Trade Center (Engels: The World Trade Center Tapestry, Spaans: Gran Tapís del World Trade Center) was een 6,1 meter bij 11 meter groot wandtapijt gemaakt door de Spaanse kunstenaars Joan Miró en Josep Royo van wol en vezelhennep. Van 1974 tot de verwoesting van het World Trade Center in New York op 11 september 2001 hing het werk in de lobby van de South Tower.
Miró en Royo creëerden een abstract werk met felle kleuren zoals daar zijn rood, groen, blauw en geel, met zwarte elementen en een lichtbruine achtergrond. Het hing aanvankelijk twee jaar in het Grand Palais (des Champs-Élysées) in Parijs voordat het werd overgebracht naar New York in 1974. Het ging compleet verloren door de instorting van de South Tower op 11 september 2001.

## Achtergrond
Saul Wenegrat was kunstcurator van de Port Authority of New York and New Jersey en besloot welke kunst in het World Trade Center kwam te staan of hangen. Wenegrat had aan Joan Miró voorgesteld een wandtapijt te maken voor het World Trade Center, maar de kunstenaar weigerde omdat hij het werk met zijn eigen handen wilde maken doch hij had geen ervaring met het maken van een wandtapijt. Nadat zijn dochter echter hersteld was van een ongeluk in Spanje, stemde Miró ermee in een wandtapijt te maken voor het ziekenhuis dat haar had behandeld als een teken van dankbaarheid. Joan Miró had een leermeester in de persoon van Josep Royo, hoewel Miró veel ouder was dan Royo. Miró zelf was in de eerste plaats een kunstschilder en beeldhouwer, Royo had veel ervaring op het gebied van wandtapijten. De twee werkten sindsdien veelvuldig samen tot Miró's overlijden in 1983. De gezamenlijke werken zijn te bezichtigen in de Fundació Joan Miró in Barcelona. 